# Fórum Económico e Social de Moçambique
O Fórum Económico e Social de Moçambique, também conhecido pela sigla MOZEFO, é um fórum económico e empresarial de carácter privado moçambicano, criado em 2014 pelo Grupo SOICO e de realização bienal.

## Objetivo
O objetivo do MOZEFO é contribuir para o crescimento económico acelerado, inclusivo e sustentável de Moçambique, reunindo o sector privado, o sector público e a sociedade civil numa plataforma de debate com vista a identificar desafios e propor soluções para um crescimento mais humanizado. O Fórum está estruturado em três blocos, económico, social e cultural, e terá um acompanhamento realizado por um conselho científico, que reúne as principais instituições académicas do país.

## Edições

### I Edição - 2015
Realizou-se entre os dias 2 e 4 de dezembro de 2015, na cidade de Maputo e sob o lema: “O Futuro É Agora. Humanizando o Crescimento”.. Decorreu na Universidade Eduardo Mondlane e contou com a realização de um ciclo preparatório de cinco conferências temáticas sobre diferentes sectores chave para o crescimento do país. Houve discussões das áreas de energia, agricultura, turismo, infraestrutura e logística, e depois uma quinta conferência sobre financiamento. Foram publicados cinco livros com as conclusões do I Fórum, sob o lema "Um desafio ao futuro".. Intervieram personalidades nacionais e estrangeiras, e foram registados 2.700 participantes em Maputo.
Contou com a participação dos Presidentes Joaquim Chissano e Thabo M’beki, a Primeira-Ministra Luísa Diogo, a Activista Social Graça Machel, e o actual Presidente da República Portuguesa, Marcelo Rebelo de Sousa. Foram convidados atuais e antigos governantes, empresários, académicos e artistas nacionais, e também convidados estrangeiros como o diretor-executivo da Galp, Carlos Gomes da Silva, o presidente da Fundação Luso-Americana para o Desenvolvimento, Vasco Rato, e o antigo-ministro das Finanças de Portugal Jorge Braga de Macedo.

### II Edição - 2017
Realizou-se entre os dias 22 e 24 de Novembro 2017, subordinado ao tema “Conhecimento, Motivação, Acção: Acelerar o Caminho para o Desenvolvimento Sustentável”.  Teve como objectivo provocar uma reflexão alargada a partir da seguinte pergunta: De que forma as nações podem investir no conhecimento e buscar motivação para desencadear uma acção concertada com vista a acelerar o desenvolvimento inclusivo e sustentável? Neste sentido, o Fórum MOZEFO 2017 reuniu em Maputo um conjunto de prestigiados oradores internacionais e nacionais como Joaquim Chissano, antigo Presidente da República; Vicente Fox, antigo Presidente da República do México; Laura Chinchilla, antiga Presidente da República da Costa Rica; José Luis Rodríguez Zapatero, antigo Primeiro-Ministro da Espanha; José Maria Neves, antigo Primeiro-Ministro de Cabo Verde; Paulo Portas, antigo Primeiro-Ministro de Portugal; ou ainda Rama Sithanen, antigo Vice-Primeiro Ministro e Ministro das Finanças das Maurícias.

### III Edição - 2019
A III edição do Fórum teve lugar de 21 e 23 de novembro de 2019, em Maputo, sob o lema "Africa 2030. Moçambique como catalisador da transformação". A sua abertura foi dirigida pelo Presidente Filipe Nyusi.